# Солтан-Пересвят, Андрей
Андрей Солтан-Пересвят (пол. Andrzej Sołtan-Pereświat, 30 ноября 1906 — 4 сентября 1939) — польский гребец украинского происхождения, участник летних Олимпийских игр в Амстердаме 1928 года.

## Биография
Родился 30 ноября 1906 года в Киеве. Происходил из древнего украинско-польского шляхетского рода Солтанов.
После Октябрьской революции переехал в Польшу. Занимался греблей в клубе «Варшава».
Был чемпионом Польши 1927 года (среди восьмёрок) и бронзовым призёром в 1928, 1930 и 1931 годах. В 1930 году занял второе место в соревновании польских четвёрок с рулевым.
В 1927 году на чемпионате мира по академической гребле завоевал серебряную медаль (восьмёрка), на чемпионате Европы завоевал бронзовую медаль.
На Олимпийских играх в 1928 году в соревновании восьмёрок дошёл до третьего раунда, где Польша уступила Канаде.
Убит 4 сентября 1939 года в Нешаве.